# Metro (tidning)
Metro var en politiskt obunden nyhetstidning, grundad i Sverige 1995 men med utgivning i många länder. Tidningen har som mest funnits i 23 länder och var med sammanlagt 18 miljoner läsare världens största internationella dagstidning.
Den 8 augusti 2019 meddelades att den svenska utgivningen skulle läggas ned. Utgivningen fortsätter dock i tolv andra länder, bland annat i Latinamerika (se vidare Metro International).

## Historik i Sverige

### Tidiga år
Metro grundades den 13 februari 1995 med en upplaga i Stockholm. Tidningen var då en pionjär i det nya och växande tidningssegmentet gratis dagstidningar. Stockholmsupplagan kompletterades 1998 med en upplaga i Göteborg och 1999 med ytterligare en i Malmö. Svenska Metro lanserades även på internet 1996. Metro fanns även ett tag som franchise genom Metro Värmland, som drevs av Värmlands Folkblad. Under en tid (bland annat tidigt 2006) hade tidningen även distribution i Karlskrona och Luleå.
Målgruppen för tidningen var urbana, aktiva konsumenter. Tidningen var gratis och finansierades med annonsintäkter och distribuerades via tidningsställ samt med hjälp av handutdelare. Genom samarbetsavtal med olika kollektivtrafikbolag i berörda utgivningsorter fick man en stor läsekrets bland buss-, pendeltågs-, tunnelbanetågs- och spårvagnsåkare.
Metro fick under några års tid konkurrens av andra gratistidningar. Bland dessa fanns City (2002–2011), Stockholm News och Punkt se (2006–2008). De gavs ut av Bonnierkoncernen respektive Schibsted, två ledande svenska tidningsägare som tidigare sett delar av sin läsarskara istället försvinna till Metro.

### Utveckling
Svenska Metro har ägts av Metro International, som var börsnoterat på Stockholmsbörsen men köptes ut av Investment AB Kinnevik under våren 2012.
Produktionen av den svenska tidningen gjordes 2014–2015 av TT. Sedan 2015 producerades återigen Metros pappersupplaga av Metro själva.
Avdelningen Viralgranskaren lanserades 2014, och belönades samma år med Stora journalistpriset, kategorin årets förnyare.
År 2015 hade Metro 1 153 000 läsare dagligen i Sverige. Samtidigt påverkades man – liksom annan press – av den tekniska utvecklingen under 2000-talet så som den allt större användningen av internet där alternativa tjänster fanns. Från mitten på 00-talet och framåt minskade tidningens betydelse som nyhetsspridare, vilket i kombination med minskade annonsintäkter under lågkonjunkturen runt 2008–2009 försämrade tidningens ekonomi.

### De sista åren
Kinnevik sålde i februari 2017 tidningsgruppens nordiska del till Custos AB, som kontrolleras av Christen Ager-Hanssen. Verkställande direktör sedan april 2018 var Jonas Lundh.
Tidningen hade sedan 2014 sitt huvudkontor på Regeringsgatan i Stockholm, men i mars 2019 ansökte hyresvärden om vräkning på grund av obetald hyra.
I mars 2019 gjorde Kronofogden en utmätning av Metros tillgångar för att driva in obetalda skatteskulder. Den 27 mars meddelade chefredaktör Thomas Eriksson i tidningens pdf-upplaga att Metro slutat att komma ut i pappersform, eftersom "kostnaden att trycka och distribuera tidningen fem dagar i veckan nu hade blivit för hög". I april aviserades en uppsägning av 40 procent av Metros personal.
I maj 2019 började man åter att ge ut Metro i pappersform men nu bara en gång i veckan och till en början endast i Stockholmsområdet. Tidningen kom ut på fredagarna och levererades direkt till brevlådan, den gick således inte att hämta i något ställ ute i staden. Varje tidning bestod av 68 sidor med nyheter, jobb, mode och reportage. Totalt gavs sju nummer ut mellan den 3 maj och 27 juni innan man tog sommaruppehåll.[källa behövs]
Det var också planerat att den nya veckotidningen skulle ges ut även i Göteborg och Skåne efter hand men så långt hann man dock aldrig komma och den 8 augusti 2019 meddelades att både tidningen och nyhetstjänsten Metro helt läggs ner efter 24 år. Vid nedläggningen fanns det fyra journalister anställda för Metro.
Metro mode och Metro jobb kommer dock att fortsätta sin verksamhet. Ägaren Ager-Hanssen meddelade i samband med nyhetstidningens nedläggning att journalister inte hör hemma på Metro.

### Material och sidopublikationer

#### Tecknade serier iMetro
Metro har bidragit till den svenska seriekulturen genom att lyfta fram och publicera nya svenska serier som Rocky och Elvis och Ärligt talat av Monica Hellström som alla fick sina genombrott i tidningen.
År 2013 började Metro publicera Lilla Berlin av Ellen Ekman.

#### Metro Weekend
Metro Weekend skapades under 1995 som en affärside av Raoul Johansson efter att Gratistidningen Metro lanserades. Han arbetade vid tillfället på DN:s upplageavdelning och anade det nya marknadsfönster som uppstod i samband med Metro. Han utarbetade därför en affärsplan för "Metro Weekend", en hemdistribuerad helgtidning som enligt presstödsförordningen skulle få gå med i samordnad distribution via Pressens Morgontjänst och Tidningstjänst utan att kunna nekas. Efter att ha tillskrivit Jan Stenbeck delar av upplägget fick han initialt träffa Direktör Jörgen Widsell på Skeppsbron 18 och några dagar därefter den legendariska Metrochefen HC Ejemyr. Allt föll på plats och Ejemyr satte ihop en arbetsgrupp med Raoul Johansson och två av Metro-grundarna, Per Andersson och Robert Braunerhielm, för att rulla tidningen hösten 1996. 
Hösten 1996 startades tidningen Metro Weekend med författaren och journalisten Liza Marklund som chefredaktör. Tidningen planerades som en prenumerationstidning med utgivning lördagar och söndagar. Under perioden september-december 1996, c:a tre månader, kom Metro Weekend upp i en upplaga på 52 000 betalda ex och inflödet fortsatte att öka dramatiskt, vilket gjorde att Metro Weekend blev en av Sveriges 10 största prenumererade morgontidningar, med distribution från Malmö i söder till Luleå i norr. Det kan ha uppfattats som ett hot mot andra morgontidningar och av oklara skäl beslutade dåvarande Socialdemokratiska kulturminister Marita Ulvskog att lägga fram ett förslag på en förändring av tidningsbegreppet i svensk författningssamling avseende distributionsstödet. Denna förändring skulle endast komma att påverka en tidning, som uppenbart upplevdes som ett hot mot de etablerade stora tidningarna, och det var Metro Weekend. 
I december 1996 lades satsningen ned, efter att riksdagen den 10 december beslutat att inte bevilja tidningen distributionsstöd, ett stöd i pengar som tidningen inte ens avsåg att begära. Tidningen ansågs vara samma produkt som huvudtidningen Metro, vilken genom sin större gratisdistribution inte var berättigad till distributionsstöd.

## Chefredaktörer
Chefredaktörer för svenska tidningen Metro 1995 till 2019:
- Thomas Grahl (1995-1997)[24]
- Sakari Pitkänen (1997–2007)[25]
- Per Gunne (2007–2012)[26]
- Linus Paulsson (2012–2015)
- Eric Ljunggren (2015–2017)[27]
- Staffan Erfors (2017–2017)[28]
- Thomas Eriksson (2017–2019)[29]

## Historik i andra länder

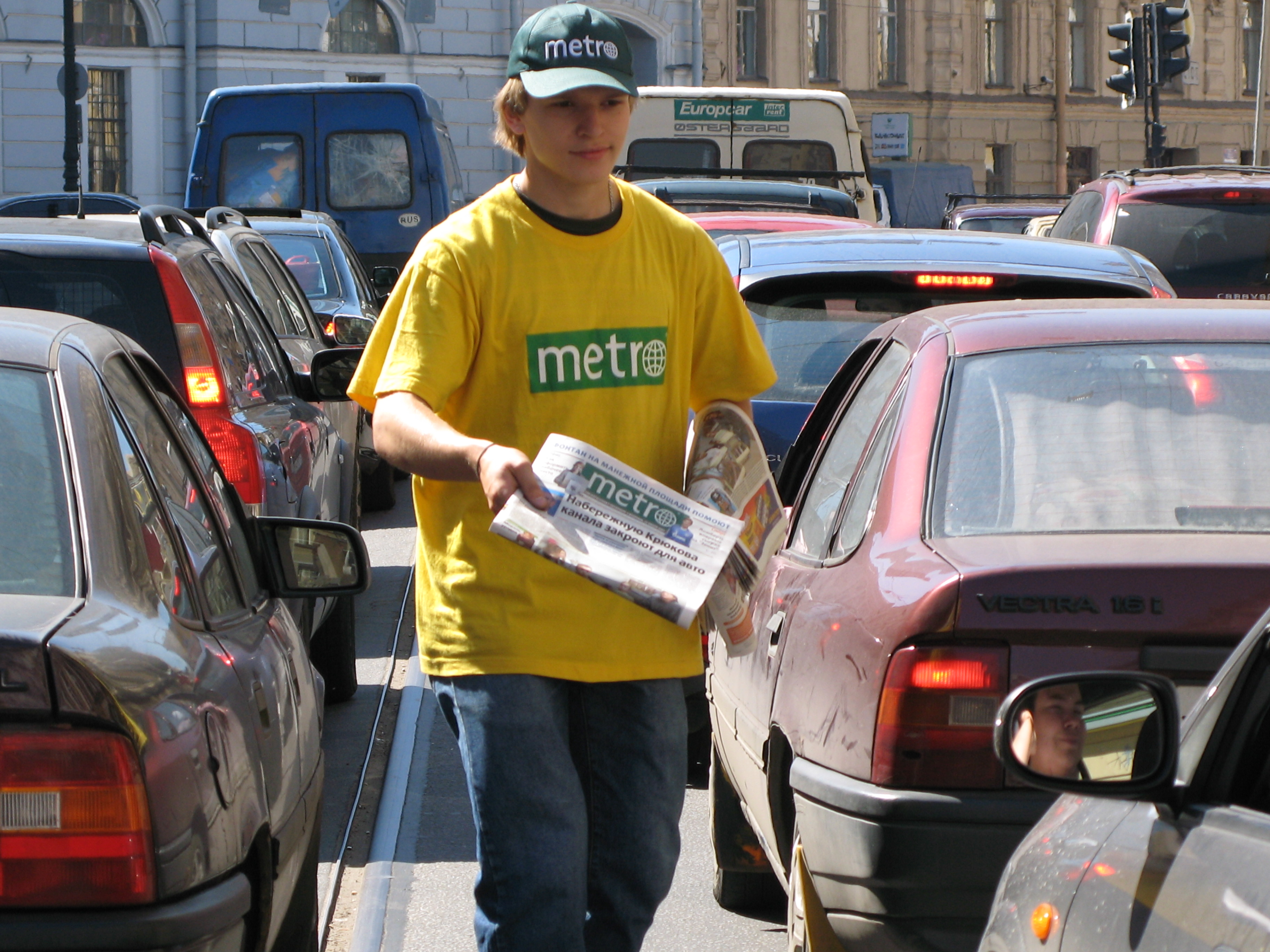
Metro delas ut till trafikanter i Sankt Petersburg 2007.

Metro startade under sin levnad även editioner i ett antal andra länder, på lokala språk. Många editioner har senare lagts ner eller bytt ägare, men i augusti 2019 kvarstår ett antal av dem.
Hösten 2009 fanns sammanlagt 56 dagliga upplagor av Metro i 19 länder (och på 15 språk) i delar av Europa, Nordamerika, Latinamerika och Asien. Den dagliga läsarskaran var då 17 miljoner.
Under etableringsfasen i olika länder motarbetades Metro ofta av konkurrerande tidningsutgivare. Sålunda kunde Metro aldrig starta utgivning i Storbritannien, där utgivaren bakom Daily Mail 1999 hann före och prompt startade en egen gratistidning under titeln Metro (fast med annan logotyp).
Tidningarna gavs/ges på vissa marknader ut under andra namn. I Peru, Chile och Mexiko kallas tidningen Publimetro, och den spanska utgåvan gick under namnet Metro Directo. Andra namnvarianter är eller var Metropol (Schweiz och Ungern), Publinews (Guatemala) och Metropoli (Dominikanska republiken). På marknader med andra skriftspråk behölls logotypen i dess latinska utformning, inklusive i Ryssland, Hongkong och Sydkorea. 
Redan 2012 hade alla europeiska Metro-editioner utom de i Sverige och Ungern sålts till andra ägare. Därefter kunde den internationella tidningsägaren Metro International fortsätta sin satsning på främst utgivningen i Latinamerika, som sågs som den sista stora tillväxtmarknaden för gratistidningar/dagstidningar.